# Вальдес Леаль, Хуан де
Хуан де Вальде́с Леа́ль (исп.  Juan de Valdés Leal, 4 мая 1622[…], Севилья — 15 октября 1690[…], Севилья) — испанский художник, график, скульптор и архитектор эпохи барокко.

## Биография

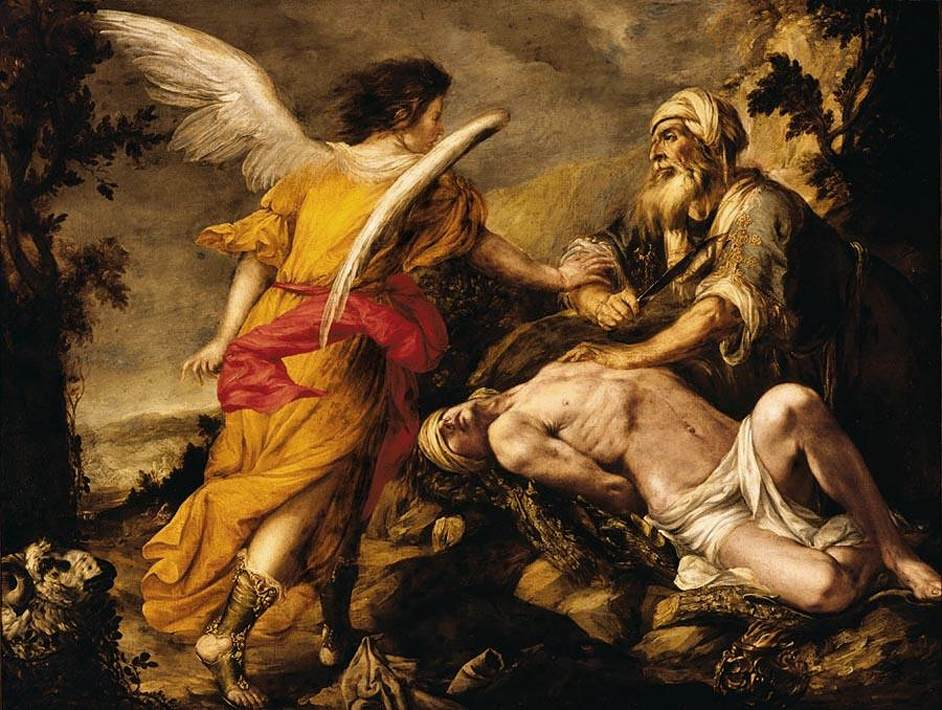
«Жертвоприношение Авраама», частное собрание

Сын ювелира Фернандо де Ниса и Антонии де Вальдес Леаль. По традиции, издавна существовавшей в Севилье, выбрал фамилию матери, под которой и прославился. Так же сделал ещё один севильянец — Диего Веласкес.

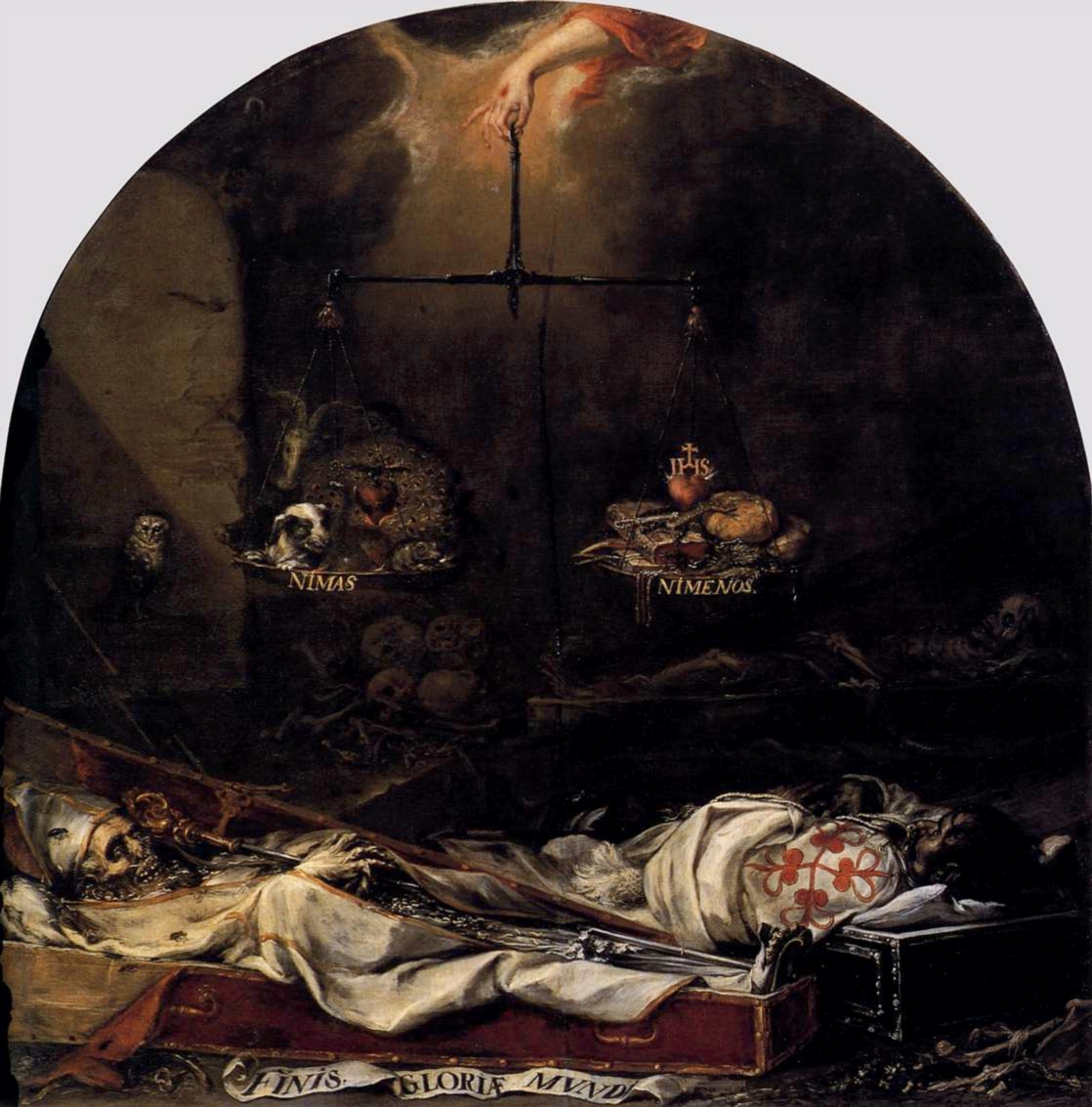
Вальдес Леаль. Finis gloriae mundi, Венец славы земной

Свидетельств о ранних годах будущего художника не сохранилось. Есть предположения, что он учился живописи в Кордове у Антонио дель Кастильо. Женился там в 1647 на Елизавете, девушке из благородной семьи, по свидетельству художника и историографа Антонио Паломино. В 1649, спасаясь от эпидемии чумы, вернулся в Севилью.
Стал одним из основателей (вместе с Мурильо) Севильской академии живописи, был избран главным распорядителем гильдии живописцев Севильи — братства Святого Луки. Художницей была также его жена, живописцами стали сын и дочери.
Дети художника —
- Луиза Рафаэла
- Мария Евгения
- Лука де Леаль
- Мария де ла Консепсьон
- Антония Альфонса

Лука де Леаль был второстепенным художником и графиком, стал преемником отца после смерти последнего. К Кордовскому периоду относится и первое известное нам произведение художника, датированное 1652 годом.
Посетил Мадрид. В 1649, спасаясь от эпидемии чумы, вернулся в Севилью.

## Творчество
Создал стенописи в монастыре Святой Клары в Кармоне (провинция Севилья), работал в Кордове, но больше всего — в Севилье. В 1671—1672 выполнил для севильской церкви Братства Милосердия Господня цикл работ Иероглифы последних дней человеческих, ставший вершиной его творчества.
Имел склонность к драматическим сюжетам. В картинах, в отличие от позитивного настроя картин Бартоломео Эстебана Мурильо, господствующими были мистические настроения испанского католицизма, разочарования и уныния, характерные для кризисной эпохи позднего испанского барокко.
Некоторые из его картин описывают ванитас (лат. vanitas, букв. — «суета, тщеславие»), быстротечность и смерть:
- In ictu oculi[англ.] — В мгновение ока
- Finis gloriae mundi — Венец славы земной

## Галерея

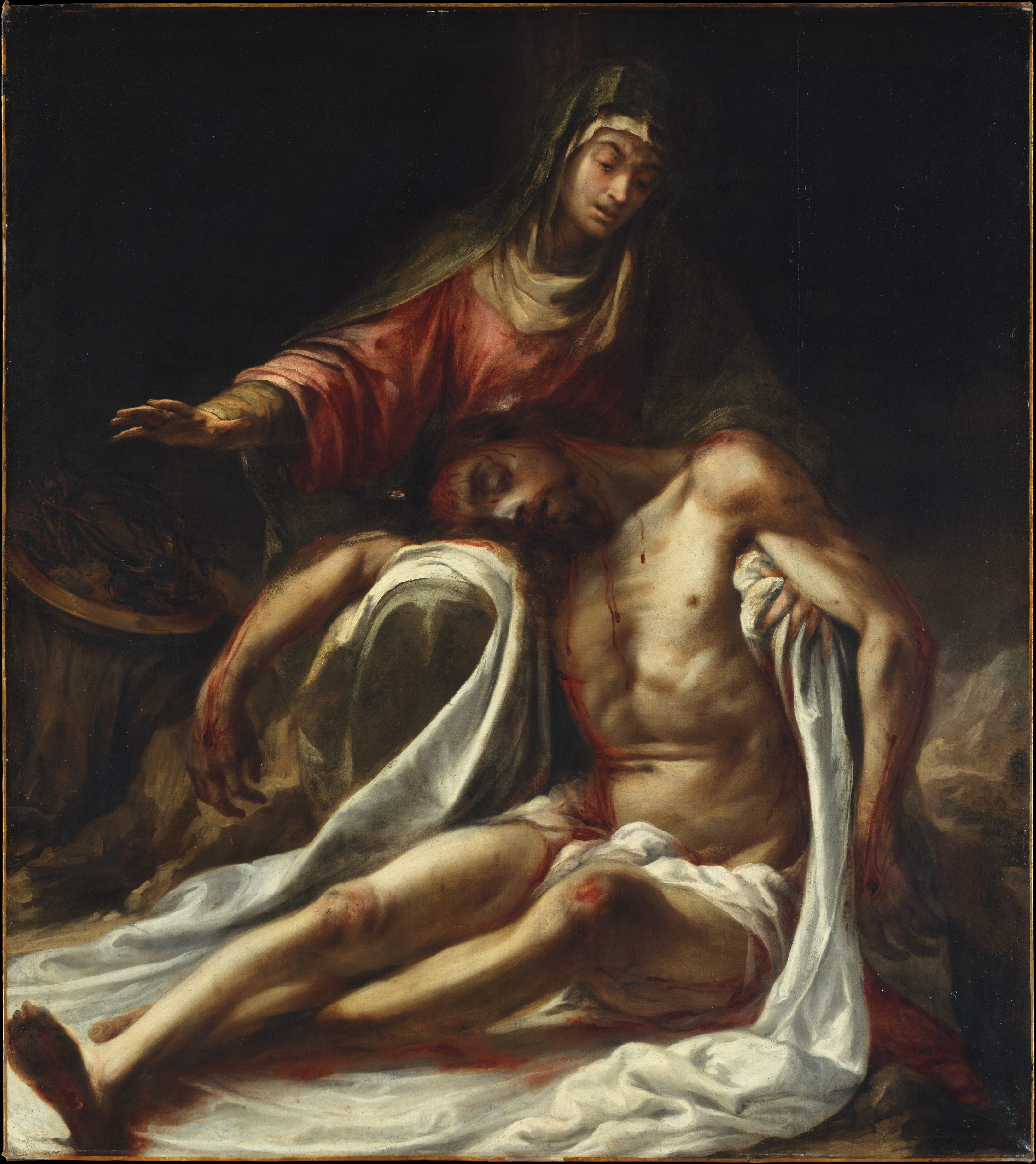
«Оплакивание Христа»
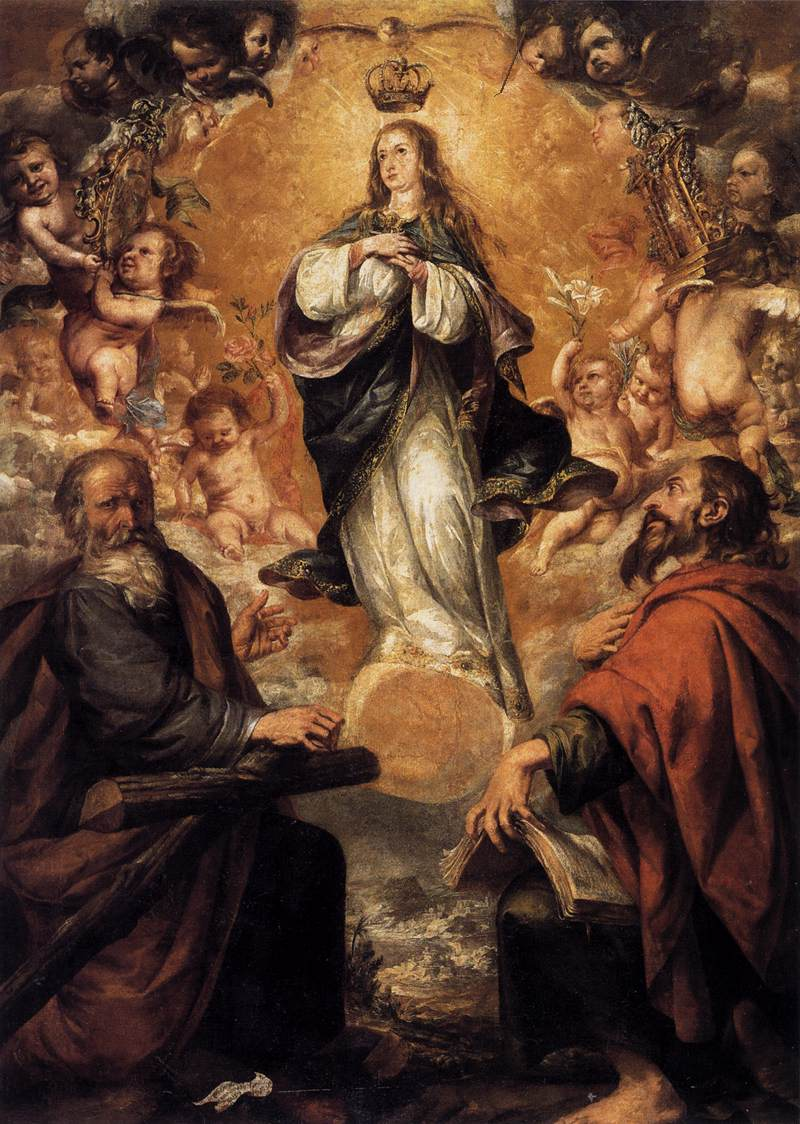
«Богородица Непорочного зачатия со Св. Андреем и Иоанном Крестителем», Лувр
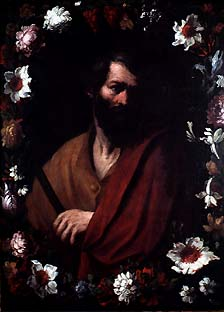
«Св. Матфей».
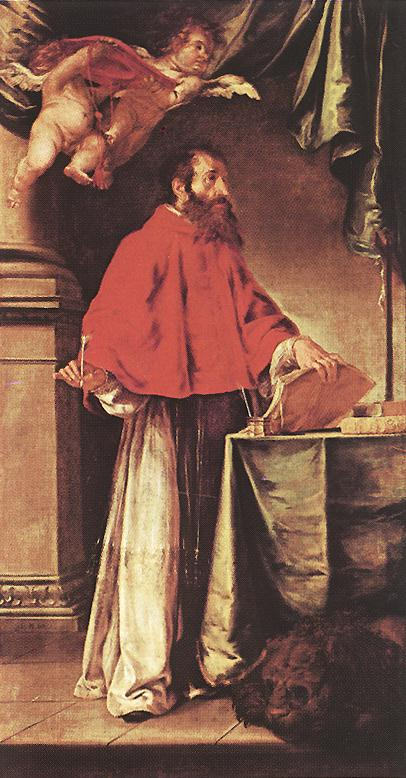
«Св. Иероним», музей Прадо.
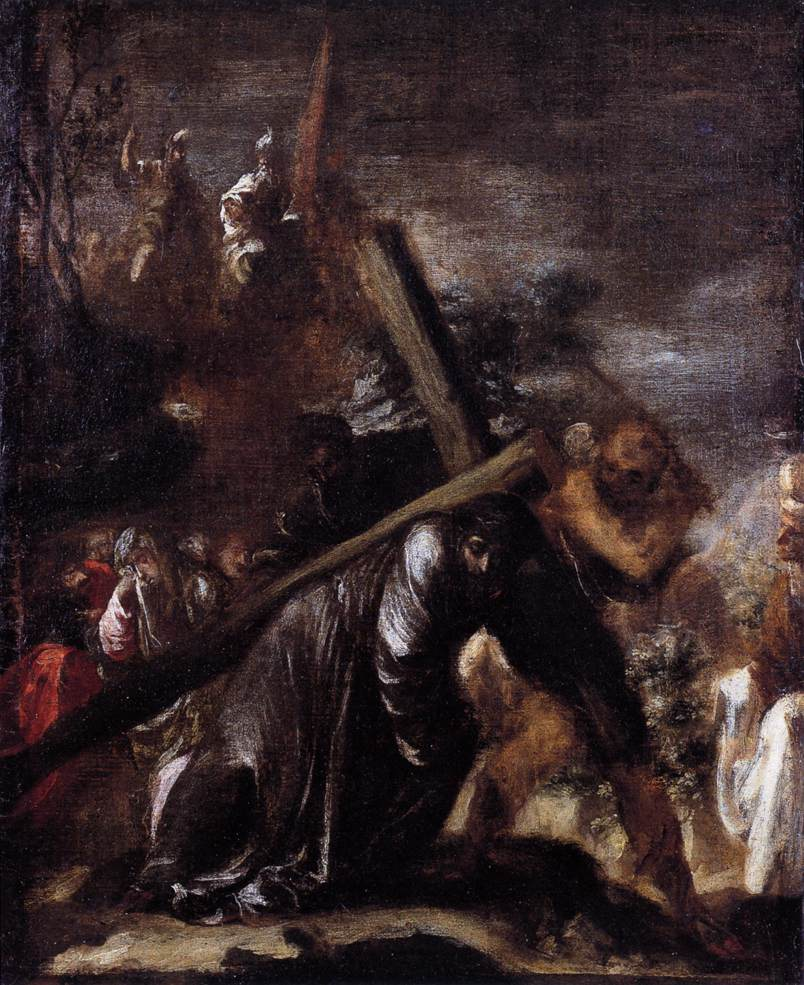
«Путь на Голгофу», музей изящных искусств, Бильбао.
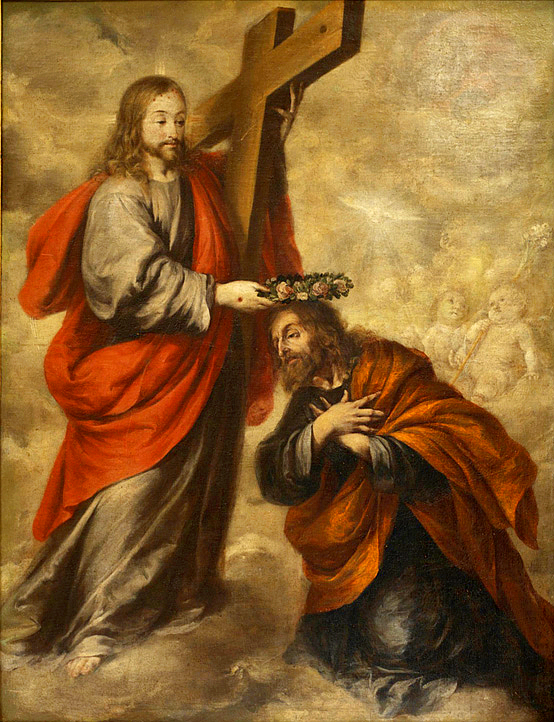
«Коронация Св. Иосифа».
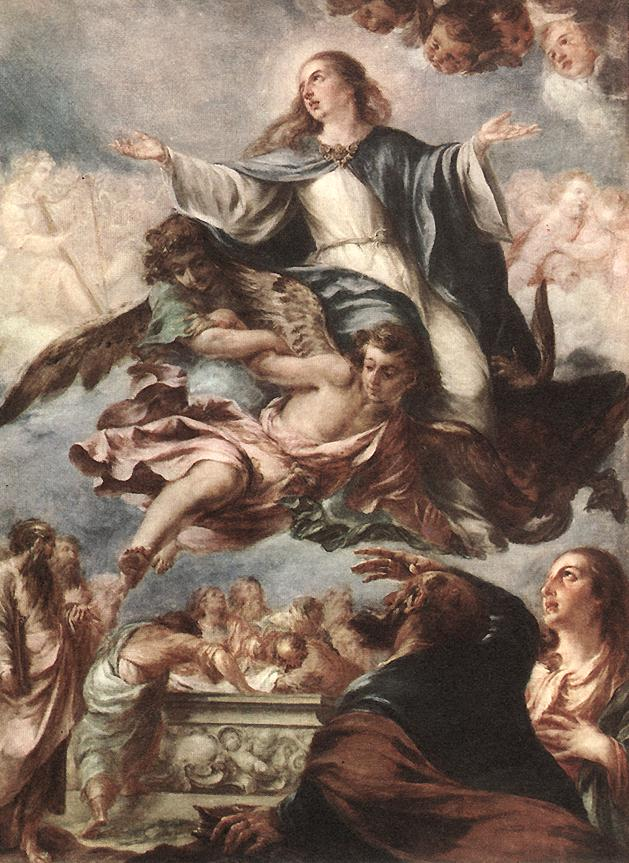
Ассунта» (Вознесение Богородицы), Национальная галерея искусств, Вашингтон, США.

## Наследие

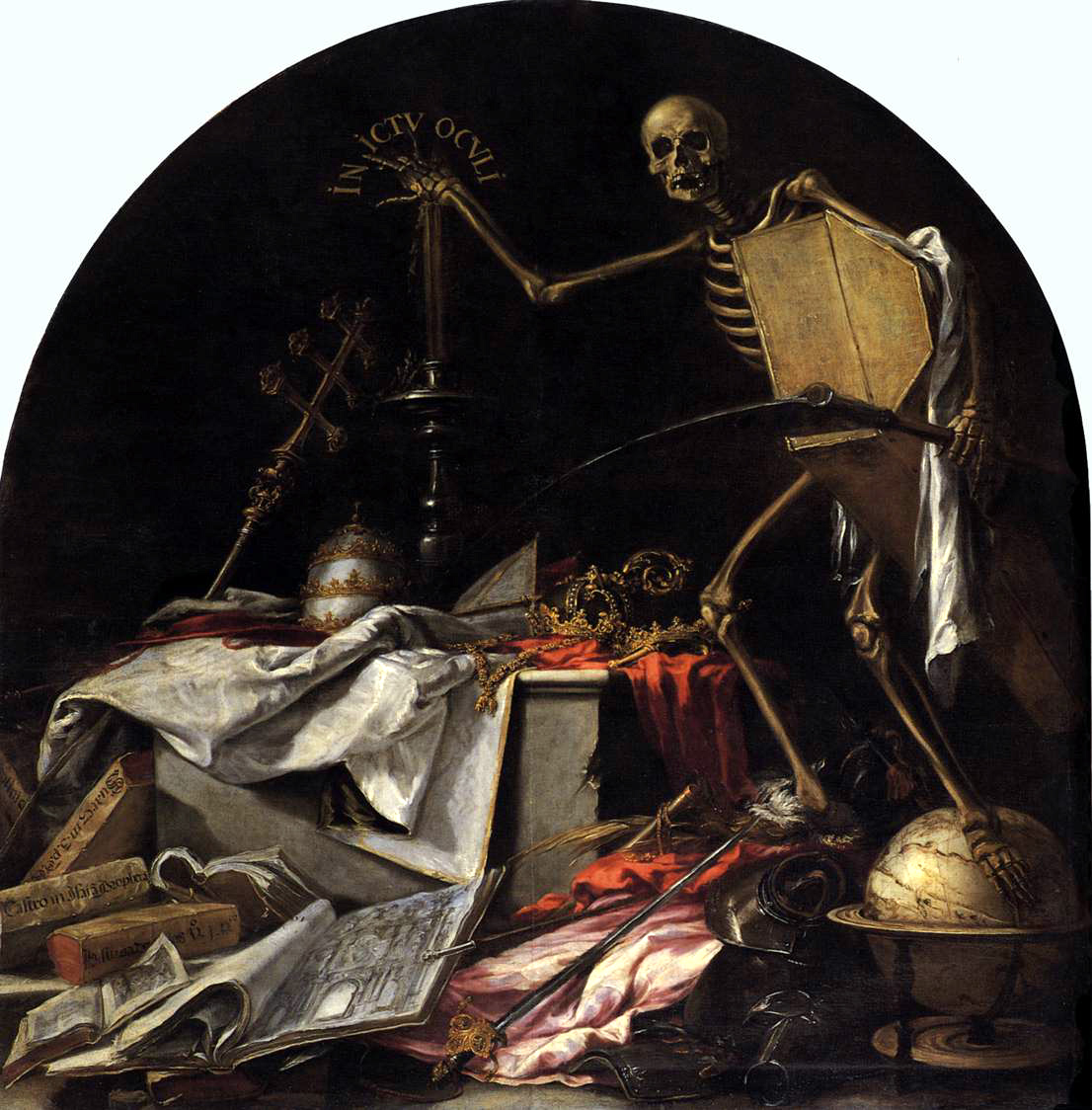
Вальдес Леаль. In ictu oculi — В мгновение ока

Многие работы Вальдеса Леаля были уничтожены в ходе Войны за независимость Испании. Сохранившиеся произведения представлены в Прадо, Лувре, музеях Севильи, Вашингтона, Санкт-Петербурга, Ульяновска и др.